# HD 187638
HD 187638，又名BD+38 3772，SAO 68909、HR 7555，是一颗恒星，视星等为6.11，位于銀經73.45，銀緯6.39，其B1900.0坐标为赤經19h 45m 55.1s，赤緯+38° 6.39′ 30″。